# Sendim (Miranda de Duero)
Sendim era una freguesia portuguesa del municipio de Miranda de Duero, distrito de Braganza.

## Historia
Fue elevada a vila en el año 1989, y forma parte del área en que se habla el mirandés, en su variedad denominada sendinesa.
Fue suprimida el 28 de enero de 2013, en aplicación de una resolución de la Asamblea de la República portuguesa promulgada el 16 de enero de 2013 al unirse con la freguesia de Atenor, formando la nueva freguesia de Sendim e Atenor.

## Festividades
En Sendim se celebra cada año desde 1999 el Festival Intercéltico de Sendim, que todos los años trae a millares de personas a esta antigua freguesia.